# Джузепе Бергоми
Джузепе Бергоми (на италиански: Giuseppe Bergomi) е бивш италиански футболист, защитник. Наричан е от феновете си Lo zio (Чичото), което вероятно се дължи на впечатляващите мустаци, които носи още 18-годишен на Световното първенство през 1982 година.

## Футболна кариера
Играе в „Интер“ от 1980 до края на кариерата си през 1999 г., където изиграва 519 мача и има 23 гола в серия А. Освен това има 120 мача и 5 гола за купата, както и рекордните 117 мача в евротурнирите. В националния отбор има 81 мача и 6 гола, където дебютира на 14 април 1982 г. срещу ГДР 0:1 в Лайпциг.

### Успехи
Шампион на Италия през 1989 г., носител на купата през 1982 г. Носител на Купата на УЕФА през 1991, 1994 и 1998 г. Участник на СП-82 (световен шампион на 18 години), СП-86, СП-90 (трето място), СП-98 (четвъртфинал), както и на ЕП-88 (полуфинал).

### Любопитно
Бергоми е посочен от Пеле като един от 125-те най-велики живи футболисти през март 2004.
| Капитани на ФК Интер | Капитани на ФК Интер      | Капитани на ФК Интер |
| -------------------- | ------------------------- | -------------------- |
| Предшественик        | Период                    | Наследник            |
| Джузепе Барези       | Джузепе Бергоми 1992-1999 | Хавиер Санети        |